# Klaver (geslacht)
Klaver (Trifolium) is een plantengeslacht uit de vlinderbloemenfamilie (Leguminosae). De meer dan tweehonderd soorten groeien hoofdzakelijk in gematigde en subtropische streken van het noordelijk halfrond, maar ook in de bergen in de tropen.
Verwante geslachten met de 'klaver' in de naam zijn honingklaver (Melilotus), hoornklaver (Trigonella), rolklaver (Lotus) en rupsklaver (Medicago).

## Kenmerken
Alle klaversoorten zijn eenjarige of overblijvende kruiden. Ze hebben drietallige bladeren met steunblaadjes aan de voet van de bladsteel. De vaste soorten hebben vaak kruipende of opstijgende stengels. 
De bloemen zijn klein tot gemiddeld van grootte (3-25 mm lang) en staan vrijwel altijd in hoofdjes of aarvormige trossen, hoewel er soms heel weinig of zelfs maar één bloempje aanwezig is. De tweezijdig symmetrische bloemen hebben de typische bouw van de vlinderbloemfamilie met vijf vergroeide kelkblaadjes, vijf kroonblaadjes, tien meeldraden, waarvan er negen met elkaar over het grootste deel van de lengte met elkaar tot zijn vergroeid en de bovenste niet is vergroeid. De kroon bestaat uit een vlag, zwaarden en een uit twee blaadjes bestaande kiel. De zwaarden en de kiel hangen met in elkaar hakende haartjes met elkaar samen. Aan de voet van de bovenste meeldraad wordt nectar afgescheiden. Na de bloei valt de kelk niet af, en ook de bloemkroon is blijvend en verdroogt bruin. De kelk of de kroon vervullen bij de meeste soorten een rol in de zaadverspreiding. De kleine, droge vrucht bevat meestal één of twee, maar bij sommige soorten tot maximaal negen zaadjes.
De planten zijn in staat om stikstof uit de atmosfeer te binden door symbiotische bacteriën in hun wortels, voor zover bekend Rhizobium leguminosarum var. trifolii. Hierdoor kunnen klaversoorten als bodemverbeteraar fungeren. Ze kunnen per hectare 55–170 kg stikstof toevoegen aan de bodem en de beschikbaarheid van andere voedingsstoffen voor toekomstige oogsten verhogen.

## Naamgeving
Het woord klaver is mogelijk afgeleid van de Indogermaanse stam glei (smeren), naar de nectar in de bloemen. De botanische naam van het geslacht Trifolium is een samentrekking van het Latijnse tri "drie" en folium "blad", omdat een blad uit drie blaadjes bestaat.

## Gebruik
Klaver is een waardevol veevoer, zowel in de wei als gedroogd, omdat het veel eiwit, fosfor en calcium bevat.
Verse blaadjes zijn bruikbaar in salades. Gedroogde en gemalen bloeiwijzen kunnen ook als meel worden gebruikt. De gedroogde bloemhoofdjes worden ook wel voor kruidenthee gebruikt.

## Taxonomie
Het geslacht Trifolium is het meest verwant aan een groep met daarin de geslachten wikke, erwt, linze en lathyrus.
| Fabeae | \| \| wikke (Vicia) \| \| \| \| \| \| erwt (Pisum) \| \| \| \| \| \| linze (Lens) \| \| \| \| \| \| lathyrus (Lathyrus) \| \| \| \| |
|        | \| \| wikke (Vicia) \| \| \| \| \| \| erwt (Pisum) \| \| \| \| \| \| linze (Lens) \| \| \| \| \| \| lathyrus (Lathyrus) \| \| \| \| |
|        | klaver (Trifolium) |
|        | |
|        | wikke (Vicia) |
|        | |
|        | erwt (Pisum) |
|        | |
|        | linze (Lens) |
|        | |
|        | lathyrus (Lathyrus) |
|        | |

|  | wikke (Vicia)       |
|  |                     |
|  | erwt (Pisum)        |
|  |                     |
|  | linze (Lens)        |
|  |                     |
|  | lathyrus (Lathyrus) |
|  |                     |

|  | stalkruid (Ononis)                                                                 |
|  |                                                                                    |
|  | \| \| rupsklaver (Medicago) \| \| \| \| \| \| honingklaver (Melilotus) \| \| \| \| |
|  |                                                                                    |
|  | rupsklaver (Medicago)                                                              |
|  |                                                                                    |
|  | honingklaver (Melilotus)                                                           |
|  |                                                                                    |

|  | rupsklaver (Medicago)    |
|  |                          |
|  | honingklaver (Melilotus) |
|  |                          |

| Fabeae | \| \| wikke (Vicia) \| \| \| \| \| \| erwt (Pisum) \| \| \| \| \| \| linze (Lens) \| \| \| \| \| \| lathyrus (Lathyrus) \| \| \| \| |
|        | \| \| wikke (Vicia) \| \| \| \| \| \| erwt (Pisum) \| \| \| \| \| \| linze (Lens) \| \| \| \| \| \| lathyrus (Lathyrus) \| \| \| \| |
|        | klaver (Trifolium) |
|        | |
|        | wikke (Vicia) |
|        | |
|        | erwt (Pisum) |
|        | |
|        | linze (Lens) |
|        | |
|        | lathyrus (Lathyrus) |
|        | |

|  | wikke (Vicia)       |
|  |                     |
|  | erwt (Pisum)        |
|  |                     |
|  | linze (Lens)        |
|  |                     |
|  | lathyrus (Lathyrus) |
|  |                     |

|  | stalkruid (Ononis)                                                                 |
|  |                                                                                    |
|  | \| \| rupsklaver (Medicago) \| \| \| \| \| \| honingklaver (Melilotus) \| \| \| \| |
|  |                                                                                    |
|  | rupsklaver (Medicago)                                                              |
|  |                                                                                    |
|  | honingklaver (Melilotus)                                                           |
|  |                                                                                    |

|  | rupsklaver (Medicago)    |
|  |                          |
|  | honingklaver (Melilotus) |
|  |                          |

Trifolium is een van de grootste geslachten van de vlinderbloemenfamilie met wereldwijd ongeveer 255 soorten. Het geslacht Trifolium is monofyletisch, wat wil zeggen dat de soorten van het geslacht meer aan elkaar verwant zijn dan aan enige andere soort. 
Er worden twee ondergeslachten (of subgenera) onderscheiden. De soorten van het subgenus Chronosemium hebben een eenzadige vrucht, een na de bloei blijvende  vlag die helpt bij de zaadverspreiding, een meestal gele bloemkroon en de drie deelblaadjes zijn min of meer gesteeld. Tot dit subgenus horen de in Nederland en België voorkomende soorten akkerklaver, liggende klaver, kleine klaver en draadklaver. In het subgenus Trifolium is de bloemkroon roodpaars, roze, wit of roomwit, al of niet rood aangelopen, en zijn de deelblaadjes zittend. Het oorspronkelijke aantal chromosomen in het geslacht Trifolium is hoogstwaarschijnlijk zestien (2n = 16). Ten minste 19 soorten zijn aneuploïde en 22 soorten zijn polyploïde. Kleine klaver en witte klaver zijn beide alloploïde.
Overgangen tussen de eenjarige en meerjarige strategieën zijn vele malen in de evolutie van het geslacht in beide richtingen voorgekomen. Het geslacht is waarschijnlijk ontstaan in het Middellandse Zeegebied gedurende het vroege Mioceen. Alle Noord- en Zuid-Amerikaanse soorten zijn waarschijnlijk uit één voorouder ontstaan, maar de soorten die tegenwoordig ten zuiden van de Sahara voorkomen hebben waarschijnlijk drie verschillende voorouders die op verschillende momenten vanuit het mediterrane gebied de woestijn overgestoken zijn.

### Soorten
In Nederland en België komen de volgende soorten voor:
| - Aardbeiklaver (Trifolium fragiferum) - Akkerklaver (Trifolium aureum) - Basterdklaver (Trifolium hybridum) - Bochtige klaver (Trifolium medium) - Draadklaver (Trifolium micranthum) - Gestreepte klaver (Trifolium striatum) - Hazenpootje (Trifolium arvense) - Inkarnaatklaver (Trifolium incarnatum) | - Kleine klaver (Trifolium dubium) - Liggende klaver (Trifolium campestre) - Onderaardse klaver (Trifolium subterraneum) - Perzische klaver (Trifolium resupinatum) - Rode klaver (Trifolium pratense) - Ruwe klaver (Trifolium scabrum) - Vogelpootklaver (Trifolium ornithopodioides) - Witte klaver (Trifolium repens) |

## Klaverhoning
Klaverhoning is een populaire honingsoort vanwege de zachte, soms karamelachtige smaak en wordt daarom ook wel "kindertjeshoning" genoemd. De honing wordt voornamelijk gemaakt van nectar van witte klaver (Trifolium repens), vaak met toevoegingen van witte honingklaver (Melilotus albus) en soms ook rolklaver (Lotus corniculatus). Deze honing wordt geproduceerd in Argentinië, Australië, Californië, Canada, Chili, China en Nieuw-Zeeland.